# Greene Valley Provincial Park
Der Greene Valley Provincial Park ist ein Provinzpark in der kanadischen Provinz Alberta. Er wurde am 6. Juni 2000 durch die Provinz eingerichtet und gehört damit zu den jüngeren der Provincial Parks in Alberta.

## Lage
Der Provinzpark befindet sich im Northern Sunrise County nordzentral in Alberta. Das etwa 400 m hoch gelegene Areal erstreckt sich entlang dem Unterlauf des Heart River südöstlich der Kleinstadt Peace River. Es besitzt eine Fläche von 31,31 km².

## Vegetation
In dem Areal wachsen boreale Nadelwälder und Trockenmischwald. Das Schutzgebiet ist umgeben von überwiegend landwirtschaftlich genutzten Flächen.

## Tierwelt
Das Schutzgebiet stellt einen wichtigen Korridor für Elche und Maultierhirsche dar. Ferner schützt es das tief in die Landschaft eingeschnittene Flusstal des Heart River. Bevor es zu einem Provinzpark erhoben wurde, war das Gebiet ein Wildschutzgebiet. In dem Provinzpark leben u. a. Schwarzbären, Maultierhirsche und Weißwedelhirsche.

## Aktivitäten
Innerhalb des Provinzparks ist nur der Aussichtspunkt Twelve Foot Davis Day Use mit dem Auto erreichbar. Dieser bietet einen Blick auf den Zusammenfluss von Peace River und Smoky River. Im Schutzgebiet können Vögel und Wild beobachtet werden. Ferner bietet das Areal Wanderungen (sowohl "backcountry" als auch "front country") an.